# Dinastia flaviana

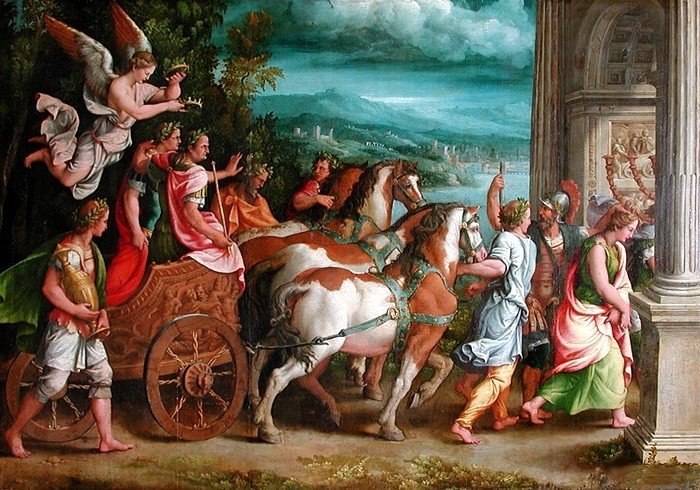
"Triunfo de Vespasiano e Tito" (1537-40), por Giulio Romano, no Louvre

Dinastia flaviana ou dinastia Flávia foi uma dinastia romana que governou o Império Romano entre 69 e 96 através dos reinados de Vespasiano (69–79) e seus dois filhos, Tito (79–81) e Domiciano (81–96). Os flavianos chegaram ao poder durante a guerra civil de 69 conhecida como "ano dos quatro imperadores". Depois que Galba e Otão morreram em rápida sucessão, Vitélio tornou-se imperador em meados de 69. Sua reivindicação ao trono foi rapidamente disputada pelas legiões das províncias orientais, que declaram seu comandante, Vespasiano, como imperador. A Segunda Batalha de Bedríaco alterou o equilíbrio de forças decisivamente em prol dos flavianos, que entraram em Roma em 20 de dezembro. No dia seguinte, o senado romano oficialmente declarou Vespasiano imperador, dando início à dinastia Flaviana. Apesar de breve em termos históricos, vários importantes eventos históricos, econômicos e militares ocorreram no período.
O reinado de Tito foi marcado por múltiplos desastres, o mais severo deles a erupção do monte Vesúvio em 79. As cidades vizinhas de Pompeia e Herculano foram completamente soterradas por cinzas e lava. Um ano depois, Roma foi acometida por um incêndio e uma epidemia. No campo militar, a dinastia Flaviana testemunhou o cerco e destruição de Jerusalém por Tito em 70 depois da fracassada revolta judaica de 66. Substanciais conquistas territoriais foram feitas na Britânia sob o comando de Cneu Júlio Agrícola entre 77 e 83, mas, ao mesmo tempo, Domiciano não conseguiu uma vitória decisiva contra o rei Decébalo na guerra contra os dácios. Além disto, o Império reforçou suas fronteiras expandindo suas fortificações ao longo do limes Germanicus.
Os flavianos inciaram também reformas culturais e econômicas. Sob Vespasiano, novos impostos foram criados para restaurar as finanças imperiais; Domiciano revalorizou a moeda romana aumentando seu conteúdo de prata. Um grande programa de obras públicas foi iniciado para celebrar a ascensão da dinastia, levando à construção de muitos marcos ainda hoje conhecidos na cidade de Roma, incluindo o mais espetacular de todos, o Anfiteatro Flaviano, que ficou conhecido como Coliseu.
O governo dos flavianos chegou ao fim em 18 de setembro de 96, quando Domiciano foi assassinado. Ele foi sucedido por um aliado de longa data e conselheiro da família, o senador Marco Coceio Nerva, que fundou a duradoura dinastia nerva-antonina.

## Fundação

### História da família
Décadas de guerra civil durante o século I a.C. contribuíram enormemente para a derrocada da antiga aristocracia romana, que foi gradualmente substituída em proeminência por uma nova nobreza italiana nos primeiros anos do século I. Uma destas famílias era a gente Flávia, que ascendeu de uma relativa obscuridade ao pináculo do poder em Roma em apenas quatro gerações, adquirindo riqueza e status sob os imperadores da dinastia júlio-claudiana. O avô de Vespasiano, Tito Flávio Pedro havia servido como centurião no exército de Pompeu durante a guerra civil de César. Sua carreira militar terminou em desgraça quando ele fugiu do campo de batalha durante a Batalha de Farsalos em 48 a.C.. Apesar disso, Pedro conseguiu melhorar sua posição casando-se com uma romana extremamente rica chamada Tertula, cuja fortuna garantia a mobilidade ascendente do filho dos dois, Tito Flávio Sabino. O próprio Sabino aumentou a riqueza da família e conseguiu atingir o status de equestre servindo como publicano na Ásia e emprestando dinheiro na Helvécia. Ao se casar com Vespásia Pola, ele se aliou à mais prestigiosa gente patrícia Vespásia, assegurando a elevação de seus filhos Tito Flávio Sabino e Vespasiano ao status senatorial.
Por volta de 38, Vespasiano se casou com Domitila, filha de um equestre de Ferêncio. O casal teve dois filhos, Tito Flávio Vespasiano (n. 39) e Tito Flávio Domiciano (n. 51), e uma filha, Domitila, a Jovem (n. 45). Domitila (mãe) morreu antes de Vespasiano chegar ao poder e, a partir da morte dela, Caenis, sua amante, foi sua esposa em tudo menos no papel até a morte dela em 74. A carreira política de Vespasiano incluiu posições como questor, edil e pretor, culminando com um consulado em 51, ano do nascimento de Domiciano. Como comandante militar, Vespasiano ganhou fama muito cedo ao participar da invasão da Britânia em 43. Apesar disto, as fontes antigas alegam que a família era pobre na época da infância de Domiciano, chegando ao ponto de alegar que Vespasiano caiu em descrédito durante os reinados de Calígula (r. 37-41) e Nero (r. 54-68). Historiadores modernos refutam estas afirmações, sugerindo que estas histórias foram circuladas mais tarde, já durante o governo flaviano como uma campanha publicitária para diminuir o sucesso de Vespasiano durante o reinado de imperadores de má reputação da dinastia júlio-claudiana e para maximizar os feitos durante o governo de Cláudio (r. 41-54). Pelo rápido avanço da família, os flavianos gozavam de ótima reputação junto à família imperial durante as décadas de 40 a 60. Enquanto Tito recebeu uma educação na corte na companhia de Britânico, filho de Cláudio, Vespasiano desfrutou de uma vitoriosa carreira política e militar. Depois de um prolongado período de retiro durante os anos 50, ele retornou à vida pública na época de Nero, servindo como procônsul da África em 63 e acompanhando o imperador em uma viagem pela Grécia em 66.
Entre 57 e 59, Tito foi tribuno militar na Germânia e depois serviu na Britânia. Sua primeira esposa, Arrecina Tértula, morreu dois anos depois do casamento, em 65. Ele então tomou uma segunda esposa de uma família mais distinta, Márcia Furnila. Porém, a família dela estava intimamente ligada à oposição ao imperador Nero. O tio dela, Bareia Sorano, e a filha dele, Servília, estavam entre os mortos depois da fracassada Conspiração Pisoniana de 65. Alguns historiadores modernos sugeriram que Tito se divorciou de Márcia por causa disto. Depois disto, não se casou mais. Aparentemente ele teve muitas filhas, pelo menos uma delas com Furnila. A única a sobreviver até a vida adulta foi Júlia Flávia, provavelmente a filha dele com Arrecina, cuja mãe também se chamava Júlia. Neste período, Tito também estudou direito e foi questor.
Em 66, os judeus da Judeia se revoltaram contra o Império Romano. Céstio Galo, o governador da Síria, foi forçado a sair de Jerusalém e foi derrotado na Batalha de Beth Horon. O rei pró-Roma Agripa II e sua irmã Berenice fugiram para a Galileia, onde depois se entregaram aos romanos. Nero nomeou Vespasiano para acabar com a revolta à frente da Legio V Macedonica e da X Fretensis. Depois Tito se juntou a ele em Ptolemais levando consigo a XV Apollinaris. Com uma força de 60 000 soldados profissionais, os romanos rapidamente cruzaram a Galileia e, já em 68, estavam às portas de Jerusalém.

### Ascensão ao poder
Em 9 de junho de 68, em meio a uma crescente oposição do Senado e do exército, Nero se matou e com ele a dinastia júlio-claudiana chegou ao fim. Sua morte provocou um vácuo de poder que levou a uma brutal guerra civil conhecida como "ano dos quatro imperadores", durante o qual quatro dos mais influentes generais do Império Romano — Galba, Otão, Vitélio e Vespasiano — conseguiram, em sucessão, tomar o trono para si. Notícias da morte de Nero chegaram a Vespasiano quando ele estava se preparando para cercar Jerusalém. Na mesma época, o Senado declarou Galba, o governador da Hispânia Tarraconense, imperador em Roma. Ao invés de continuar sua campanha, Vespasiano decidiu esperar novas ordens e enviou Tito para cumprimentar o novo imperador. Antes de chegar à Itália, porém, Tito soube que Galba havia sido assassinado e substituído por Otão, o governador da Lusitânia. E que Vitélio e seus exércitos na Germânia estavam em revolta e preparados para marchar até Roma com a intenção de derrubá-lo. Sem querer arriscar ser tomado como refém por um lado ou por outro, Tito abandonou a viagem a Roma e se juntou novamente a Vespasiano na Judeia.
Otão e Vitélio perceberam a ameaça potencial representada pela facção flaviana. Com quatro legiões à sua disposição, Vespasiano comandada uma força de quase 80 000 homens. Sua posição na Judeia ainda lhe dava a vantagem de estar mais próximo da vital província do Egito, que controlava o suprimento de cereais de Roma. Seu irmão, Tito Flávio Sabino, como prefeito urbano, comandava as guarnições municipais de Roma. A tensão entre as tropas flavianas aumentou muito, mas enquanto Galba e Otão estavam no poder, Vespasiano se recusou a agir. Quando Otão foi derrotado por Vitélio na Primeira Batalha de Bedríaco, porém, os exércitos na Judeia e no Egito assumiram a iniciativa e declararam Vespasiano imperador em 1 de julho de 69. Vespasiano aceitou e se aliou a Caio Licínio Muciano, o governador da Síria, contra Vitélio. Uma poderosa força escolhida entre as legiões judeias e sírias iniciou a viagem a Roma sob o comando de Muciano enquanto o próprio Vespasiano viajou para Alexandria deixando Tito encarregado de encerrar a revolta judaica.
Nesse ínterim, Domiciano foi colocado em prisão domiciliar por Vitélio como garantia contra uma futura agressão flaviana. O apoio a Vitélio, porém, estava evaporando e mais e mais legiões por todo o império declaravam seu apoio a Vespasiano. Em 24 de outubro de 69, as forças dos dois se enfrentaram na Segunda Batalha de Bedríaco, que terminou numa decisiva derrota para as forças vitelianas. Desesperado, Vitélio tentou negociar uma rendição. Os termos, incluindo uma abdicação voluntário, foram acordados com Tito Flávio Sabino, mas os soldados da guarda pretoriana — guarda-costas pessoais do imperador — consideraram o ato vergonhoso e impediram que Vitélio desse prosseguimento ao seu plano. Na manhã de 18 de dezembro, Vitélio foi depositar as insígnias imperiais no Templo da Concórdia, mas mudou de ideia no último minuto e voltou para o palácio imperial. Na confusão que se seguiu, os principais políticos da cidade se juntaram na casa de Sabino e proclamaram Vespasiano imperador, mas a multidão dispersou quando as coortes de Vitélio se desentenderam com a escolta armada de Sabino, que foi forçada a recuar até o monte Capitolino. Durante a noite, outros parentes se juntaram a ele, incluindo Domiciano. O exército de Muciano estava próximo de Roma, mas o grupo de Sabino não tinha condições de resistir por mais do que um dia. Em 19 de dezembro, os vitelianos conseguiram invadir o Capitólio e na luta que se seguiu Sabino foi capturado e executado. Domiciano conseguiu escapar se disfarçando de adorador de Ísis e passou a noite em segurança com um dos aliados de seu pai. Na tarde do dia 20, Vitélio já havia sido assassinado e o restante de suas forças havia sido derrotado pelas legiões flavianas. Com nada mais a temer em Roma, Domiciano apareceu para receber as tropas invasoras; ele foi universalmente aclamado pelo título de "césar" pela massa de soldados que o levou até a casa de seu pai. No dia seguinte, 21 de dezembro, o Senado proclamou Vespasiano imperador do Império Romano.
Embora a guerra tenha oficialmente acabado, um estado de anarquia e ilegalidade marcou os primeiros dias depois da queda de Vitélio. A ordem foi restaurada por Muciano no início de 70, que soube da criação de um governo provisório liderado por Domiciano no Senado. Ao receber notícias da derrota e morte de seu rival em Alexandria, Vespasiano imediatamente liberou o envio de suprimentos para Roma juntamente com um édito no qual ele garantiu uma reversão completa das leis de Nero, especialmente as relativas à traição (maiestas). No início de 70, Vespasiano ainda estava no Egito consolidando seu apoio na região antes de seguir para Roma. No final do ano ele finalmente retornou para a capital e foi adequadamente instalado como imperador.

## Dinastia flaviana

### Vespasiano (69–79)
Pouca informação factual sobreviveu a respeito do governo de Vespasiano nos dez anos que ele foi imperador. Seu primeiro foi passado no Egito e a administração do Império ficou a cargo de Muciano com o apoio de seu filho Domiciano. Historiadores modernos acreditam que ele permaneceu no Egito para consolidar seu apoio na província, que era vital para a sobrevivência de Roma. Em meados do ano, Vespasiano primeiro foi a Roma e depois embarcou numa campanha de propaganda para consolidar seu poder e promover a nova dinastia. Seu reinado é mais conhecido pelas reformas financeiras, como a instituição de um imposto sobre os mictórios, e pelas diversas campanhas militares da década de 70. A mais importante delas foi a Primeira guerra romano-judaica, que terminou com a destruição de Jerusalém por Tito. Além disto, Vespasiano enfrentou revoltas no Egito, na Gália e na Germânia e sobreviveu a diversos atentados à sua vida. Ele ajudou a reconstruir Roma depois da guerra civil, acrescentando um templo dedicado à paz e iniciando a construção do Anfiteatro Flaviano, o Coliseu. Vespasiano morreu de causas naturais em 23 de junho de 79 e foi imediatamente sucedido por seu filho mais velho, Tito. Os historiadores antigos que viveram no período, como Tácito, Suetônio, Flávio Josefo e Plínio, o Velho, falam bem de Vespasiano e condenam os imperadores que vieram antes dele.

### Tito (79–81)
Apesar das preocupações iniciais em relação ao seu caráter, Tito assumiu o trono em meio a uma grande aclamação depois da morte de Vespasiano em 23 de junho de 79 e foi considerado um bom imperador por Suetônio e outros historiadores contemporâneos. Em seu papel de imperador, Tito é mais conhecido por seu programa de obras em Roma, incluindo o término da construção do Coliseu em 80, mas também por sua generosidade para aliviar o sofrimento dos romanos afetados por duas catástrofes naturais, a erupção do monte Vesúvio em 79 e um incêndio em Roma em 80, Tito continuou os esforços de seu pai para promover a dinastia flaviana. Ele reviveu a prática do culto imperial deificando seu pai e iniciando a construção do que seria mais tarde o Templo de Vespasiano e Tito no Fórum Romano, terminado por Domiciano. Depois de pouco mais de dois anos no cargo, Tito morreu inesperadamente de uma febre em 12 de setembro de 81 e foi deificado pelo Senado.

### Domiciano (81–96)
Domiciano foi declarado imperador pela guarda pretoriana no dia da morte de Tito, começando um reinado que durou mais de quinze anos — mais do que o de qualquer imperador desde Tibério. Ele reforçou a economia romana revalorizando a moeda, expandiu as defesas do Império e iniciou um massivo programa de obras para restaurar a cidade de Roma. Na Britânia, Cneu Júlio Agrícola expandiu o Império Romano até a região da moderna Escócia, mas, na Dácia, Domiciano não conseguiu uma vitória decisiva na sua guerra contra o rei Decébalo. Em 18 de setembro de 96, Domiciano foi assassinado por oficiais da corte e, com ele, a dinastia flaviana chegou ao fim. No mesmo dia ele foi sucedido por seu amigo e conselheiro Nerva, o fundador da duradoura dinastia nerva-antonina. A memória de Domiciano foi condenada ao esquecimento pelo Senado, que teve uma relação notadamente difícil com o imperador durante todo o seu reinado. Autores membros do Senado como Tácito, Plínio, o Jovem, e Suetônio publicaram histórias depois de sua morte propagando a ideia de que Domiciano era um tirano paranoico e cruel. Historiadores modernos, porém, rejeitam estas ideias e caracterizam Domiciano como um autocrata implacável e eficiente cujo programa cultural, econômico e político providenciou a base para o principado no pacífico século II. Seus sucessores, Nerva e Trajano, foram menos restritivos, mas, na realidade, suas políticas de governo eram muito pouco diferentes das de Domiciano.

## Administração

### Governo

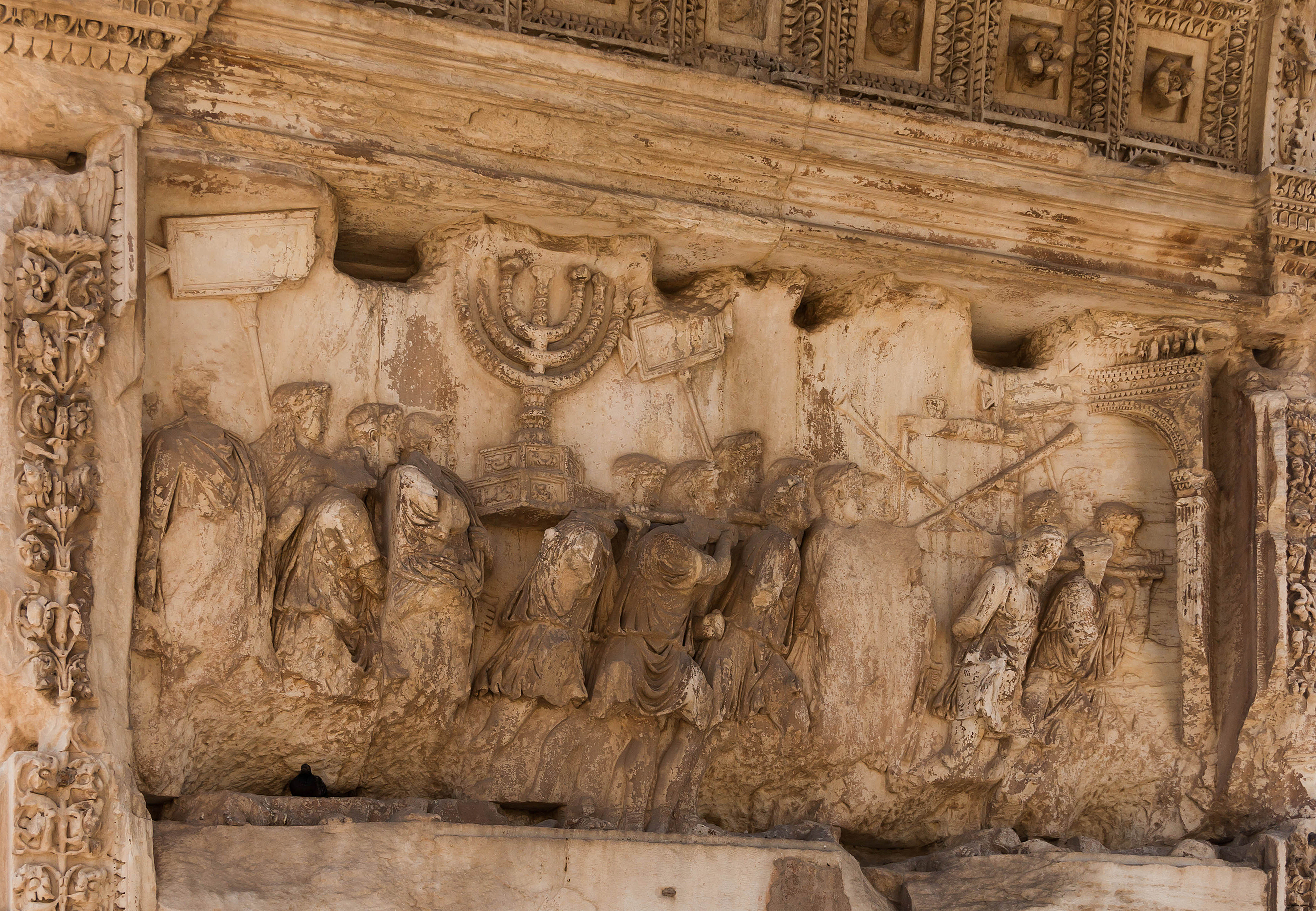
Relevo no Arco de Tito mostrando os espólios capturados depois da destruição de Jerusalém em 70 pelo então general Tito.

Desde a queda da República, a autoridade do senado romano vinha sendo muito erodida sob o quase-monárquico sistema de governo fundado por Augusto, conhecido como principado. Ele permitiu a existência de um regime ditatorial de facto mantendo a estrutura institucional da República. A maioria dos imperadores apoiou a fachada de uma democracia e, em troca, o Senado implicitamente reconhecia o status do imperador como um monarca de facto. A guerra civil de 69 tornou abundantemente claro que o poder real no Império estava com o exército romano. Quando Vespasiano foi proclamado imperador em Roma, qualquer esperança de uma restauração da República já havia se dissipado havia muito tempo.
A abordagem flaviana ao governo foi de exclusão tanto implícita quanto explícita. Quando Vespasiano retornou a Roma, em meados de 70, ele imediatamente deu início a uma série de esforços para consolidar seu poder e evitar futuras revoltas, o que incluiu presentes aos militares e punições ou demissões para os que foram leais a Vitélio. Ele também reestruturou as ordens senatorial e equestre, removendo seus inimigos e adicionando seus aliados. O controle executivo foi distribuído a membros de sua família. Pessoas de fora da família foram virtualmente excluídas de importantes cargos públicos, mesmo os que estavam entre os primeiros aliados de Vespasiano durante a guerra civil. Muciano lentamente desapareceu dos registros históricos neste período e acredita-se que ele tenha morrido entre 75 e 77. Ou seja, a intenção de Vespasiano era a de fundar uma dinastia duradoura para governar o Império e isto fica evidente nos poderes que ele conferiu ao seu filho mais velho, Tito. Ele compartilhou o poder tribunício com Vespasiano, recebeu sete consulados, foi censor e, o mais incrível, recebeu o comando da Guarda Pretoriana  Havendo Tito efetivamente atuado como co-imperador juntamente com seu pai, nenhuma mudança abrupta na política flaviana ocorreu durante seu breve reinado, entre 79 e 81 d.C..
A abordagem de Domiciano foi menos sutil que a de seu pai e seu irmão. Uma vez no poder, ele rapidamente dispensou a fachada republicana e transformou seu governo mais ou menos formalmente numa monarquia de direito divino na qual ele acreditava. Ao mover o centro do poder do Senado para a corte imperial, Domiciano abertamente tornou obsoletos os poderes do Senado. Ele se envolveu pessoalmente em todos os ramos da administração: éditos foram publicados para controlar os menores detalhes da vida e das leis do dia-a-dia ao mesmo tempo que a cobrança de impostos e a manutenção da moral pública foram rigidamente reforçados. Apesar disto, Domiciano fez concessões às opiniões dos senadores. Enquanto seu pai e seu irmão haviam virtualmente excluído pessoas de fora da família dos cargos públicos, Domiciano raramente favoreceu seus parentes na distribuição de postos estratégicos, reconhecendo um número surpreendentemente alto de provincianos e potenciais adversários ao consulado e entregando a equestres a burocracia imperial.

### Reformas financeiras
Um dos primeiros atos de Vespasiano como imperador foi fazer cumprir uma reforma tributária para restaurar o tesouro público, que estava vazio. Depois de sua chegada em Roma, Muciano continuou a pressionar o imperador a coletar o máximo de impostos possível, renovando impostos antigos e criando novos. Os dois aumentaram os impostos nas províncias e vigiaram atentamente os oficiais do tesouro. O ditado popular latino Pecunia non olet ("dinheiro não tem cheiro") pode ter sido criado quando ele introduziu um imposto sobre os mictórios públicos.
Ao chegar ao trono, Domiciano revalorizou a moeda romana ao padrão de Augusto, aumentando o conteúdo de prata do denário em 12%. Uma crise em 85, porém, forçou uma desvalorização para o padrão de Nero de 65, ainda assim um padrão mais alto do que o nível mantido por Vespasiano e Tito durante seus reinados; sua rigorosa política de tributação garantiu que este padrão se mantivesse pelos próximos onze anos. Moedas deste período revelam um alto e consistente grau de qualidade, incluindo uma meticulosa atenção à titulagem de Domiciano e efígies no reverso excepcionalmente refinadas.
Jones estimou que a receita anual de Domiciano era da ordem de 1,2 bilhão de sestércios, dos quais mais de um terço presumivelmente servia para manter o exército romano. A outra área de investimento eram as obras públicas na cidade de Roma.

## Desafios

### Campanhas militares
A mais importante campanha militar realizada durante o período flaviano foi o cerco e destruição de Jerusalém em 70 por Tito, herdeiro de Vespasiano. A destruição da cidade foi o ápice da campanha romana na Judeia depois da revolta de 66. O Segundo Templo foi completamente demolido e Tito foi proclamado imperator por seus homens pela vitória. A cidade foi brutalmente saqueada e a maior parte da população foi morta ou fugiu. Flávio Josefo alega que 1 100 000 de pessoas morreram durante o cerco, a maioria judeus. 97 000 foram capturados e vendidos como escravos, incluindo Simon Bar Giora e João de Giscala. Muitos fugiram para outras regiões por toda a costa do Mediterrâneo. Segundo os relatos, Tito não quis aceitar os louros da vitória pois "não há mérito em destruir um povo esquecido por seu próprio Deus". Ao retornar a Roma, em 71, Tito celebrou um triunfo pela campanha. Acompanhado por Vespasiano e Domiciano, ele entrou montado na cidade atrás de uma suntuosa parada de tesouros e prisioneiros capturados na guerra e foi entusiasticamente saudado pela população. Josefo conta que a procissão começava com uma grande quantidade de ouro e prata seguida por elaboradas encenações da guerra, prisioneiros judeus e finalmente os tesouros tomados do Templo, incluindo o Menorá e a Torá. Líderes da resistência foram executados no Fórum Romano e celebração encerrou com sacrifícios religiosos no Templo de Júpiter Capitolino. O Arco de Tito, que ainda hoje está no Fórum, lembra esta vitória de Tito.
A conquista da Britânia continuou sob o comando do general Cneu Júlio Agrícola, que levou a fronteira do Império até a Caledônia (moderna Escócia) entre 77 e 84. Em 82, Agrícola atravessou um mar não identificado e derrotou povos desconhecidos dos romanos até então. Ele fortificou a costa de frente para a Irlanda e Tácito conta que seu sogro se gabava que a ilha toda poderia ser conquistada com uma única legião e uns poucos auxiliares. Agrícola concedeu refúgio a um rei irlandês que ele esperava poder utilizar como desculpa para esta conquista, que nunca aconteceu. Alguns historiares acreditam que esta travessia era, na realidade, não mais do que uma expedição exploratória em pequena escala ou uma campanha punitiva na Irlanda. No ano seguinte, Agrícola construiu uma frota e avançou para além do rio Forth, invadindo a Caledônia. Para ajudar no avanço, uma grande fortaleza foi construída em Inchtuthil. No verão de 84, Agrícola enfrentou o exército dos caledônios, liderado por Calgaco, na Batalha de Monte Gráupio. Apesar dos romanos terem infligido pesadas perdas ao inimigo, dois terços do exército caledônio conseguiu escapar para se esconder nos pântanos e nas Terras Altas, o que acabou por impedir que Agrícola pudesse reivindicar a conquista da ilha inteira.
As campanhas militares do reinado de Domiciano foram geralmente defensivas, pois o imperador rejeitava a ideia de uma guerra de expansão. Sua mais importante contribuição militar foi o desenvolvimento do Limes Germanicus, que abrangia uma vasta rede de estradas, fortes e torres de vigia construídas ao longo do Reno para defender a fronteira do Império com a chamada Germânia Magna. Apesar disso, diversas importantes guerras foram travadas na Gália, contra os catos e além do Danúbio contra suevos, sármatas e dácios. Liderados pelo rei Decébalo, estes últimos invadiram a província da Mésia por volta de 84 ou 85 e assassinando o governador Ópio Sabino. Domiciano imediatamente lançou uma contra-ofensiva que resultou na destruição de uma legião na fracassada invasão da Dácia. Seu comandante, Cornélio Fusco, foi morto e a águia da guarda pretoriana foi perdida. Em 87, os romanos invadiram a Dácia novamente, desta vez sob o comando de Técio Juliano e finalmente conseguiram derrotar Decébalo no final de 88 no mesmo local onde Fusco havia sido morto. Um ataque à capital dácia, Sarmizegetusa, foi cancelado quando uma crise emergiu na fronteira germânica e forçou Domiciano a assinar um tratado de paz com Decébalo que foi muito criticado pelos autores contemporâneos. Pelo resto do reinado de Domiciano, a Dácia permaneceu como um relativamente pacífico reino cliente, mas Decébalo utilizou o dinheiro romano para fortificar suas defesas e continuou a desafiar os romanos. Foi somente no reinado de Trajano, em 106, que uma vitória decisiva contra Décebalo foi alcançada. Novamente, o exército romano sofreu pesadas baixas, mas Trajano conseguiu capturar Sarmizegetusa e, mais importante, se apoderou das minas de ouro e prata da Dácia.

### Desastres naturais
Embora sua administração tenha sido marcada por uma relativa ausência de grandes conflitos políticos e militares, Tito enfrentou diversos desastres naturais de grandes proporções em seu breve reinado. Em 24 de agosto de 79, cerca de dois meses depois de sua ascensão ao trono, o monte Vesúvio entrou em erupção, resultando em uma quase completa destruição das cidades e comunidades à volta da baía de Nápoles. As cidades de Pompeia e Herculano foram enterradas sob metros de pedras, cinzas e lava assassinando milhares de cidadãos romanos, com pelo menos mil corpos já recuperados na cidade e nas imediações das ruínas da cidade por escavações arqueológicas.</ref>. Tito nomeou dois ex-cônsules para organizar e coordenar as ações de socorro e doou pessoalmente uma grande quantidade de recursos do tesouro imperial para ajudar as vítimas. Adicionalmente, ele visitou Pompeia uma vez depois da erupção e novamente no ano seguinte. A cidade ficou perdida por quase 1700 anos antes de sua descoberta acidental em 1748. Desde então, escavações no local permitiram que historiadores estudassem com um nível de detalhe inigualável o dia-a-dia de uma cidade romana no auge do período imperial que ficou congelada no momento da erupção. O fórum, os banhos e algumas villas nos arredores, como a Vila dos Mistérios, permaneceram surpreendentemente bem conservados.
Durante a segunda visita de Tito ao local, um incêndio irrompeu em Roma que durou três dias. Embora a extensão dos danos não tenha sido tão grande quanto os do incêndio de 64, especialmente por não terem sido atingidos os muitos distritos de ínsulas, Dião Cássio relata uma longa lista de importantes edifícios públicos que foram destruídos, incluindo o Panteão, o Templo de Júpiter Capitolino, o Diribitório, partes do Teatro de Pompeu, a Septa Júlia e muitos outros. Uma vez mais, Tito compensou pessoalmente as regiões afetadas. Segundo Suetônio, uma epidemia também se alastrou durante e depois do incêndio, mas a natureza da doença e o total de mortos são desconhecidos.

### Conspirações
Suetônio alega que Vespasiano teve que enfrentar sucessivas conspirações que tentavam matá-lo, mas apenas uma delas é conhecida. Em 78 ou 79, Éprio Marcelo e Aulo Cecina Alieno tentaram incitar a Guarda Pretoriana a se amotinar contra Vespasiano, mas a tentativa foi frustrada por Tito. Segundo o historiador John Crook, porém, a alegada conspiração foi, na ralidade, um plano engendrado pela facção flaviana para remover membros da oposição ligados a Muciano que incluiu o discurso traidor encontrado com Cecina, uma falsificação composta por Tito. Quando tiveram que enfrentar conspirações reais, porém, Vespasiano e Tito trataram seus inimigos com leniência. "Não matarei um cão que ladra para mim" foram as palavras de Vespasiano, enquanto Tito uma vez demonstrou sua generosidade como imperador convidando pessoas suspeitas de aspirarem ao trono para um banquete, recompensou-as com presentes e permitiu que elas se sentassem ao seu lado durante os jogos.
Domiciano parece ter enfrentado diversas conspirações durante seu reinado, uma das quais levou ao seu assassinato em 96. A primeira revolta importante ocorreu em 1 de janeiro de 89, quando o governador da Germânia Superior, Lúcio Antônio Saturnino, e suas duas legiões em Mogoncíaco, a XIV Gemina e a XXI Rapax, se revoltaram contra o imperador com a ajuda dos catos. A causa precisa da revolta é incerta, mas aparentemente ela foi planejada com bastante antecedência. É possível que os oficiais, todos senadores, tenham discordado das estratégias militares de Domiciano, como sua decisão de fortificar a fronteira ao invés de atacar, seu recente recuo da Britânia e finalmente a desastrosa política de apaziguamento em relação a Decébalo. De qualquer forma, a revolta permaneceu confinada à província de Saturnino e foi rapidamente percebida quando rumores começaram a se espalhar pelas províncias vizinhas. O governador da Germânia Inferior, Lápio Máximo, marchou para lá e se juntou ao procurador da Récia, Tito Flávio Norbano. Da Hispânia, Trajano foi convocado enquanto o próprio Domiciano seguiu para lá de Roma com a Guarda Pretoriana. Num golpe de sorte, um degelo inesperado impediu que os catos atravessassem o Reno e viessem ajudar Saturnino. Em vinte e quatro dias a revolta foi esmagada e seus líderes, em Mogoncíaco, foram duramente punidos. As legiões amotinadas foram enviadas para o front em Ilírico enquanto que os que ajudaram a derrotar a revolta foram recompensados.
Tanto Tácito quanto Suetônio falam de uma escalada de perseguições no final do reinado de Domiciano e identificam um ano de virada em 93, depois da revolta de Saturnino. Pelo menos vinte senadores foram executados, incluindo o ex-marido da imperatriz Domícia Longina, Lúcio Élio Lamia, e três parentes do imperador, Tito Flávio Sabino, Tito Flávio Clemente e Marco Arrecino Clemente. Alguns deles foram executados já em 83 ou 85, porém, o que contraria a tese de "reino do terror" de Tácito. Segundo Suetônio, alguns foram condenados por corrupção ou traição, outros por acusações banais.

## Cultura flaviana

### Propaganda

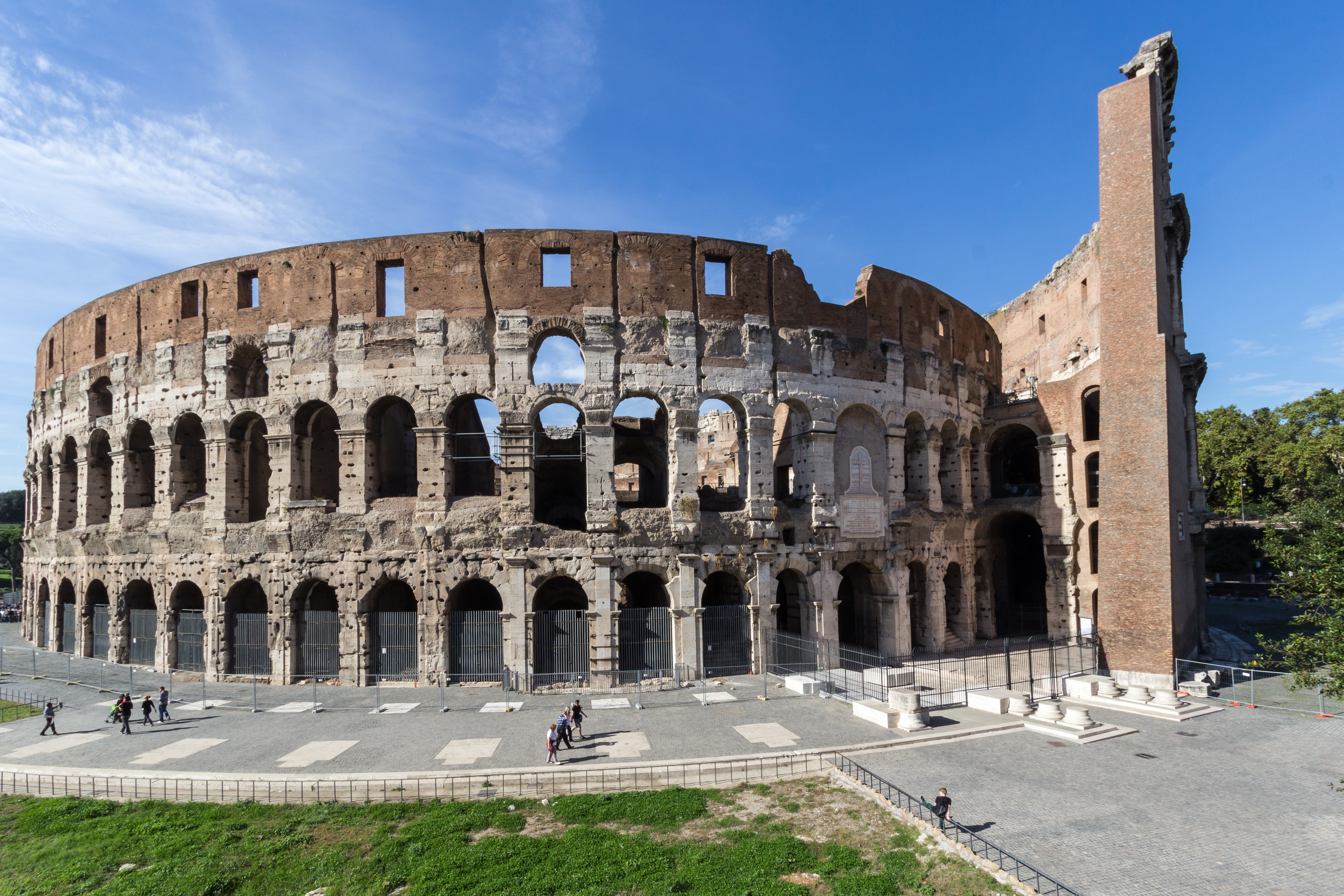
O Anfiteatro Flaviano, conhecido como Coliseu, foi a maior obra deixada pelos imperadores flavianos em Roma. Foi iniciado por Vespasiano em 70 e concluído por Tito em 80.

Desde o reinado de Tibério, os imperadores da dinastia júlio-claudiana vinham legitimando seu poder através de uma descendência adotiva desde Augusto e Júlio César. Vespasiano não podia mais reivindicar este tipo de relação e, por conta disto, uma massiva campanha propagandística foi iniciada para justificar o reinado dos flavianos como tendo sido pré-determinado pela providência divina. A mensagem enfatizava o papel de Vespasiano como aquele que trouxe a paz depois da crise de 69. Quase um terço de todas as moedas cunhadas em Roma na época de Vespasiano celebravam vitórias militares ou a paz, enquanto que a palavra "vindex" ("campeão") foi removida das moedas para não lembrar os romanos da revolta de Caio Júlio Víndice (Gaius Julius Vindex). Obras públicas passaram a ostentar inscrições elogiando Vespasiano e condenando antigos imperadores (geralmente acusando-os de negligenciar a manutenção de estradas e aquedutos) e um Templo da Paz foi construído no Fórum Romano.
Os flavianos também controlaram a opinião pública através da literatura. Vespasiano aprovou histórias escritas durante seu reinado assegurando que quaisquer opiniões negativas fossem removidas e premiando com dinheiro escritores complacentes. Os antigos historiadores que viveram neste período, como Tácito, Suetônio, Flávio Josefo e Plínio, o Velho, falam suspeitosamente bem de Domiciano e criticam os imperadores que o antecederam. Tácito admite que seu status foi elevado por Vespasiano, Josefo identifica Vespasiano como um patrono e salvador e Plínio dedicou "História Natural" a Vespasiano e Tito. Os que escreveram contra Vespasiano foram punidos e diversos filósofos estóicos foram acusados de ensinar assuntos inapropriados aos romanos e banidos. Helvídio Prisco, um filósofo pró-República, foi executado por seus ensinamentos.

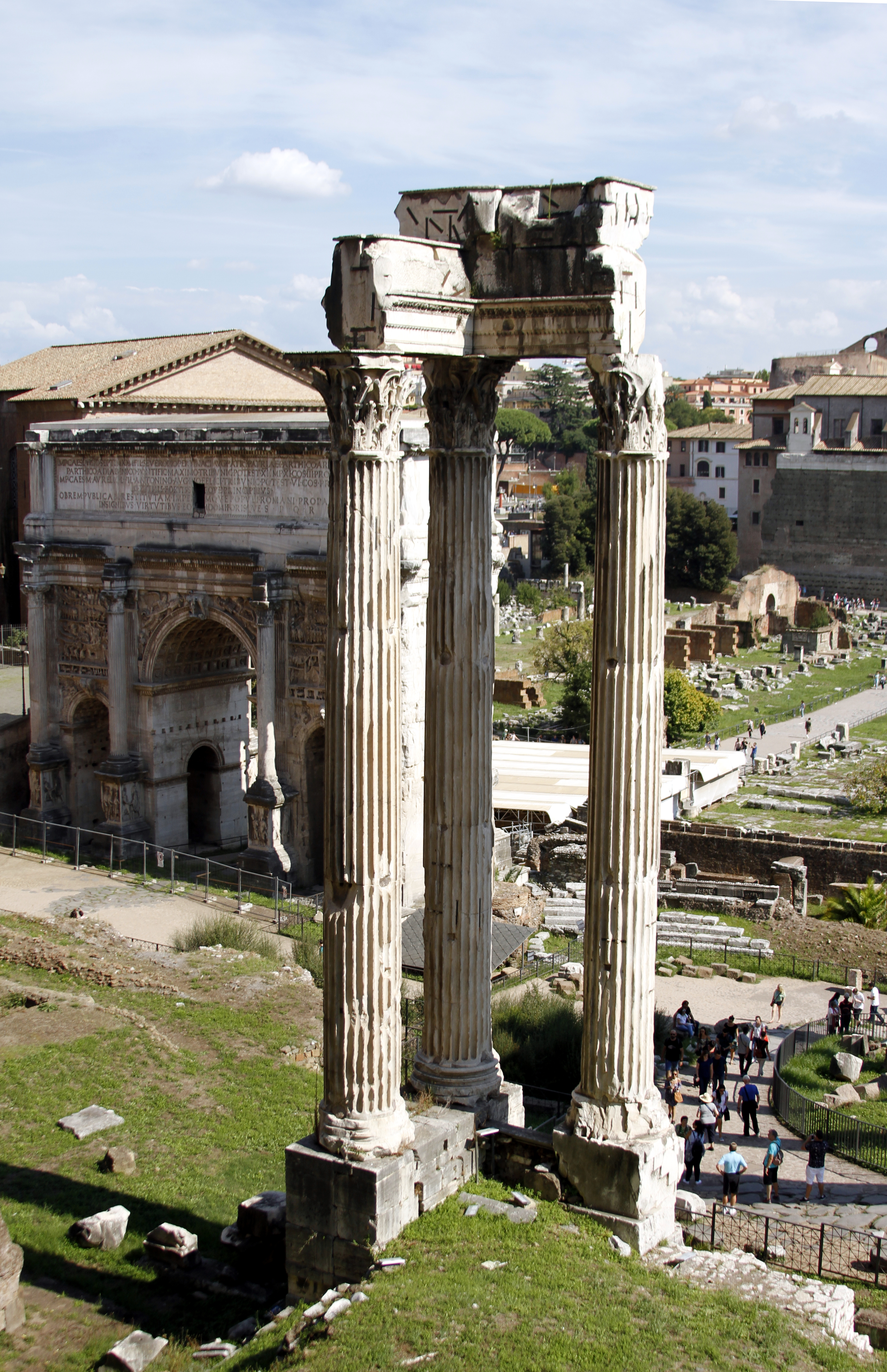
Em primeiro plano as três colunas restantes do Templo de Vespasiano e Tito no Fórum Romano (no fundo, o Arco de Sétimo Severo, muito posterior). Durante o período dos flavianos o culto imperial foi reavivado e vários membros da família imperial foram deificados.

Tito e Domiciano também reviveram a prática do culto imperial, que havia caído em desuso durante o reinado de Vespasiano. De forma mais significativa, o primeiro ato de Domiciano como imperador foi deificar seu irmão Tito. Ao morrerem, seu filho (ainda criança) e uma sobrinha, Júlia Flávia, também foram deificados. Para fomentar a adoração da família imperial, Domiciano construiu um mausoléu dinástico no local onde ficava a casa de Vespasiano no monte Quirinal e completou a construção do Templo de Vespasiano e Tito, dedicado ao culto de seu pai e irmão. Para lembrar os triunfos militares da dinastia flaviana, Domiciano ordenou a construção do Templum Divorum e do Templum Fortuna Redux e terminou a construção do Arco de Tito. Ele também enfatizou as ligações entre o governo flaviano com a divindade maior entre os romanos, Júpiter, especialmente através de uma magnífica reforma do Templo de Júpiter Capitolino, incendiado em 84, no monte Capitolino.

### Obras públicas
A dinastia flaviana provavelmente é mais conhecida por seu vasto programa de obras públicas na cidade de Roma que teve por objetivo restaurar a capital do dano sofrido no incêndio de 64 e durante a guerra civil de 69. Vespasiano construiu o Templo da Paz e o Templo do Divino Cláudio. Em 75, uma colossal estátua de Apolo, iniciada no reinado de Nero como uma estátua de si próprio, foi terminada por ordem de Vespasiano, que também inaugurou o palco do Teatro de Marcelo. A construção do Anfiteatro Flaviano, atualmente conhecido como Coliseu (em latim: Colosseum) por ficar ao lado da estátua, começou em 70 e terminou em 80, já no reinado de Tito. Além de apresentar grandes espetáculos para o povo de Roma, o Coliseu foi concebido como um grande monumento triunfal para comemorar as conquistas militares dos flavianos durante a Guerra judaica. Vizinho ao anfiteatro, já no terreno da Casa Dourada de Nero, Tito ordenou também a construção de um novo banho público que ficou conhecido como Termas de Tito, terminado rapidamente para que sua inauguração coincidisse com a do Coliseu.
A maior parte das obras flavianas foi levada a cabo durante o reinado de Domiciano, que investiu grandes quantias para restaurar e embelezar a cidade. Muito mais do que um programa de renovação, o plano de obras de Domiciano tinha por objetivo de ser a joia da coroa de um amplo renascimento cultural. Por volta de cinquenta estruturas foram construídas, restauradas ou completadas, um número inferior apenas ao do reinado de Augusto. Entre as mais importantes estruturas novas estavam um odeão, um estádio e um enorme palácio no monte Palatino conhecido como Palácio Flaviano, projetado pelo arquiteto principal de Domiciano, Rabírio. O mais importante edifício restaurado por Domiciano foi o Templo de Júpiter, no monte Capitolino, que teria sido coberto por um teto folheado a ouro. Entre as completadas estão o Templo de Vespasiano e Tito, o Coliseu, que recebeu um quarto nível e o acabamento das arquibancadas.

### Entretenimento

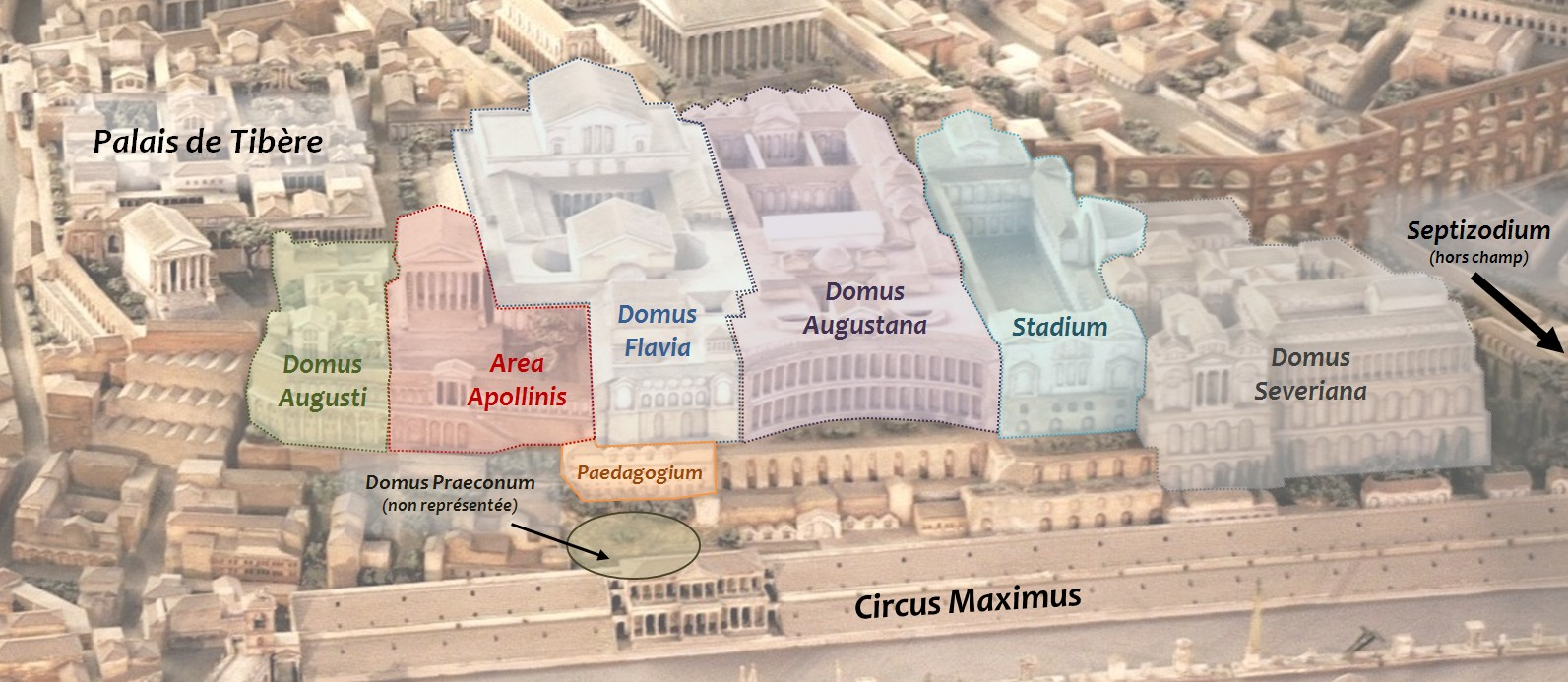
O Palácio Flaviano (Domus Flavia) foi uma enorme expansão do Palácio Augusto (Domus Augustana) no monte Palatino, bem de frente para o Circo Máximo, onde eram realizados muitos dos jogos e corridas de Roma.

Tanto Tito quanto Domiciano eram fãs de jogos gladiatoriais e sabiam da importância deles para manter a ordem em Roma. No recém-construído Coliseu, os flavianos realizaram espetáculos grandiosos. Os Jogos inaugurais do Anfiteatro Flaviano duraram cem dias e foram extremamente elaborados, incluindo combates de gladiadores, lutas entre animais selvagens (elefantes e grous), combates navais simulados (durante os quais a arena era inundada) e corridas de cavalos e de bigas. Durante os jogos, bolas de madeira eram atiradas na plateia inscritas com variados prêmios (roupas, ouro e até mesmo escravos), que podiam ser trocadas nos locais apropriados.
Estimados 135 milhões de sestércios foram gastos em donativos (congiaria) durante o reinado de Domiciano. Além disto, ele também reviveu a prática de celebrar com banquetes públicos, que haviam sido reduzidos a uma simples distribuição de alimentos no período de Nero, e investiu enorme quantidade de dinheiro em jogos e diversões. Em 86, Domiciano criou os Jogos Capitolinos, uma competição quadrienal de atletismo, corridas de biga e disputas de oratória, música e teatro. O próprio Domiciano financiava a viagem de competidores vindos de todas as partes do Império e distribuía os prêmios. Inovações foram introduzidas nos jogos gladiatoriais, como competições navais, batalhas noturnas e lutas entre mulheres e anões. Finalmente, Domiciano criou mais duas facções na corrida de bigas, a Dourada e a Púrpura, que se juntaram às tradicionais Branca, Vermelha, Verde e Azul.

## Legado
A dinastia flaviana, apesar de relativamente breve, ajudou a restaurar a estabilidade do Império Romano. Apesar de todos os três terem sido criticados, especialmente pelo estilo centralizador de governo, os imperadores flavianos implementaram reformas que criaram um império estável o suficiente para durar até meados do século III. Porém, por ser uma dinastia de origem militar, os flavianos levaram a uma maior marginalização do Senado e a um afastamento do conceito do príncipe como o "primeiro cidadão" em direção ao imperator, o imperador de fato.
Pouca informação factual restou do reinado de Vespasiano. Já o registro de Tito entre os antigos historiadores é o do mais exemplar de todos os imperadores. Todos os registros sobreviventes do período, muitos escritos por contemporâneos dele, são muito favoráveis em relação a ele, especialmente em comparação ao seu irmão e sucessor, Domiciano. Em contraste ao retrato do imperador ideal dos historiadores romanos, os judeus lembram de "Tito, o Perverso", um tirano maligno e opressor responsável pela destruição de Jerusalém. Uma história contada no Talmude babilônico descreve Tito mantendo relações sexuais com uma prostituta sobre um rolo da Torá dentro do Templo durante sua destruição.
Embora os historiadores da época tenham vilificado Domiciano depois de sua morte, sua administração lançou a fundação para o longo período de paz no século seguinte, o ápice da Pax Romana. Seus sucessores, Nerva e Trajano, foram menos restritivos, mas suas políticas eram praticamente as mesmas de Domiciano. O Império Romano prosperou entre 81 e 96 num reinado que Mommsen descreveu como o sombrio, mas inteligente despotismo de Domiciano.